# COLOMAplus
COLOMAplus is een Belgische katholieke school voor secundair onderwijs in Mechelen.

## Geschiedenis

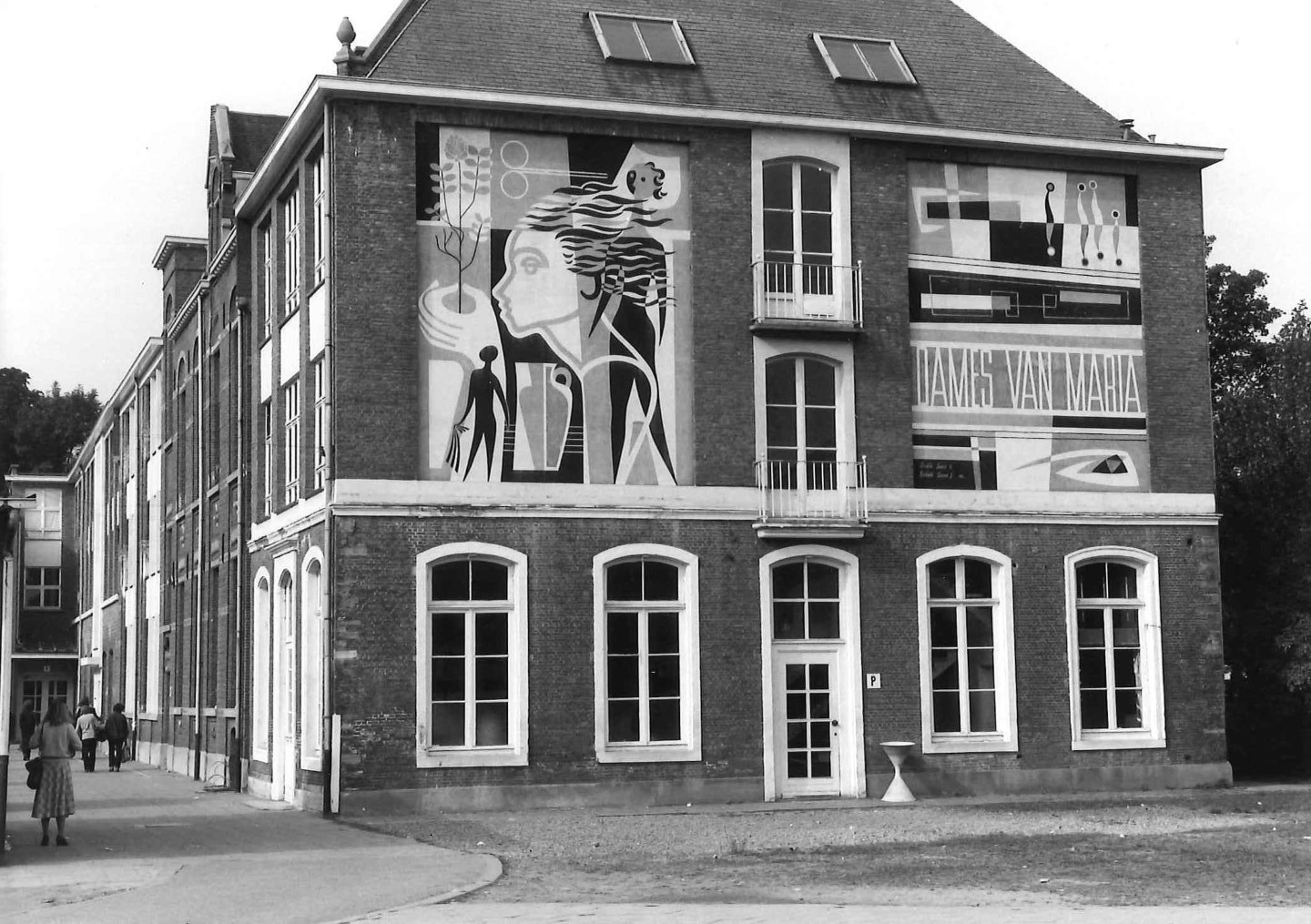
"Dames van Maria", Colomalaan 1-3 (foto uit 1979)

### Coloma
Het domein aan de Tervuursesteenweg behoorde oorspronkelijk toe aan de Berthouts, de heren van Mechelen en heette toen Vorsenborg. In zijn geschiedenis vervulde het een rol als lusthof, retraiteverblijf van het klooster van de Dalscholieren en poederfabriek. In 1786 kwam het domein in handen van Jean Ernest Guîlain Xavier Coloma - baron van Sint-Pieters-Leeuw - die er zijn 'Château de Coloma' van maakte. Hij behoorde tot het adellijke Spaanse geslacht Coloma. Na diens dood kreeg het kasteel de functie van café-restaurant en de tuin werd een openbaar park.
In 1846 kochten Les Dames de Marie, een congregatie uit Aalter het landgoed met gronden. De zusters richtten er een pensionaat in voor juffrouwen van goede stand.  In 1944 werden bij bombardementen grote delen van het pensionaat en klooster zwaar beschadigd.  Het Coloma-instituut verwierf intussen vooral faam en naam als een bekende hotelschool.
In 2006 besloot het instituut tot nieuwbouw. Dit gebouw werd ingehuldigd op 11 mei 2007 en wordt gebruikt om de eerste graad van COLOMAplus in te huisvesten.

### Onze-Lieve-Vrouw van de Ham-Instituut
Dit instituut aan de Lange Ridderstraat werd opgericht in 1886 door de Zusters der Christelijke Scholen uit Vorselaar. De naam verwijst naar de Mechelse wijk (Ham) waar de school gevestigd werd. Aanvankelijk richtte de school zich tot meisjes uit de arbeidersklasse uit de buurt.

### COLOMAplus
COLOMAplus ontstond op 1 september 2007 door het samengaan van het Onze-Lieve-Vrouw van de Ham-Instituut en het Coloma-instituut. De samenwerking liet aan Thomas More Mechelen toe een aantal opleidingslocaties te verplaatsen naar campus Ham (Lange Ridderstraat). Alle studierichtingen van COLOMAplus worden sinds september 2010 aangeboden op één campus (Tervuursesteenweg).
De school heeft een erg brede waaier studierichtingen die thematisch verdeeld zijn over zes huizen: het huis van de eerste graad, het huis van gastronomie en gastvrijheid, het huis van esthetische verzorging, het huis van creativiteit, het huis van communicatie en recreatie en het huis van handel en informatica. COLOMAplus telt ruim 1100 leerlingen.
Op 1 september 2010 werd een nieuwbouw in gebruik genomen. In gebouw K en L kregen de praktijklokalen van het huis van creativiteit een plaats. Daarnaast zijn er ook clusterlokalen voor de algemene vakken. De 45 nieuwe lokalen zijn overigens allemaal uitgerust met een Smartboard.
In 2015 werd gestart met een volgend groot nieuwbouwproject. Eind 2016 werd gebouw C in gebruik genomen (praktijklokalen van het huis van esthetische verzorging). Eind 2017 was gebouw A klaar (voor administratie en sportzaal). Tussen beide gebouwen staat de beschermde feestzaal (cultureel erfgoed) die helemaal gerestaureerd werd.
Sinds 2017 maakt COLOMAplus deel uit van een nieuwe scholengroep waarin ook Ursulinen Mechelen, College Hagelstein en Sint-Norbertus Duffel zitten. Ook een grote groep basisscholen sloot intussen aan. In september 2017 werd de naam van de scholengroep voorgesteld: vzw KITOS .